# Mergulhão-caçador
O mergulhão-caçador (Podilymbus podiceps) é uma ave da família dos mergulhões. Após a extinção do mergulhão-de-atitlan tornou-se o único representante vivo do género Podilymbus. O mergulhão-caçador é conhecido também como peca-parra. Vive, de modo geral, nas regiões setentrionais, nos açudes, lagoas e lagos. Mergulha frequentemente, por largo espaço de tempo.
Nidifica entre a vegetação aquática, ficando o ninho quase em contato com a água. A sua alimentação consiste de crustáceos, insetos aquáticos e pequenos peixes. Dificilmente se aproxima das pessoas à beira dos lagos. Distribui-se pela América do Norte até a América do Sul, sendo muito rara na Europa.

## Taxonomia e nome
O mergulhão-caçador foi descrito por Lineu em 1758 na décima edição de sua publicação Systema Naturae, ganhando o nome de Colymbus podiceps. O nome binomial é derivado do latim Podilymbus, uma contração de podicipes ("pés nas nádegas", de podici-, "nádega-" + pes, "pé")—a origem do nome da ordem da espécie— e do grego antigo kolymbos, "mergulhador", e podiceps, "cabeçudo", de podici- + ceps.
Fora de seu próprio gênero, os parentes mais próximos do mergulhão-caçador são os pequenos mergulhões do gênero Tachybaptus.

### Subespécies
Há três subespécies reconhecidas:
- P. p. podiceps, (Linnaeus, 1758), da América do Norte ao Panamá e Cuba;
- P. p. antillarum, (Bangs, 1913), Grandes e Pequenas Antilhas; e
- P. p. antarcticus, (Lesson, 1842), da América do Sul ao centro da Argentina e do Chile.

## Descrição
É uma espécie de porte pequeno, atarracada e de pescoço curto. Mede entre 31–38 cm (12–15 pol) de comprimento, com envergadura de 45–62 cm (18–24 pol), e pesa de 253–568 g (8,9–20 oz). São principalmente castanhos, com a coroa e o dorso mais escuros. Sua cor marrom serve de camuflagem nos pântanos em que vive. Não tem o branco visível sob suas asas ao voar, como outros mergulhões. Sua medula é branca e possui um bico curto e rombudo de cor cinza claro, que no verão é circundado por uma ampla faixa preta. No verão, sua garganta é negra.
Não há dimorfismo sexual. Os filhotes possuem listras pretas e brancas. A espécie não tem pés palmados. Seus dedos têm lóbulos que saem do lado de cada dedo do pé. Esses lóbulos permitem uma fácil remada. Ao voar, os pés aparecem atrás do corpo devido ao posicionamento dos pés na parte posterior do corpo.

### Vocalização
Seu chamado é único, alto e soa como um uivante kuk-kuk-cow-cow-cow-cowp-cowp. Seu chamado é semelhante ao do Coccyzus americanus.

## Distribuição e habitat
É mais comumente encontrado na América do Norte, América Central, Caribe e América do Sul durante todo o ano. Durante a temporada de reprodução de verão, é mais prevalente no centro, norte e nordeste do Canadá. Se vive em uma área onde a água congela no inverno, migrará. A espécie migra à noite. Há aparições ocasionais na Europa e no Havaí. No Reino Unido, 49 avistamentos do mergulhão-caçador foram relatados em 2019, ocorrendo geralmente de outubro a janeiro. Um pássaro na Inglaterra cruzou com um mergulhão-pequeno, produzindo filhotes híbridos. É o único mergulhão a ter sido visto nas Ilhas Galápagos.
É encontrado em pântanos de água doce com vegetação emergente, como taboas, e ocasionalmente em água salgada. Quando se reproduz, é encontrado em vegetação emergente perto de águas abertas e, no inverno, é encontrado principalmente em águas abertas devido à falta de ninhos para manter. Pode viver perto de rios, mas prefere água parada. Pode ser encontrado em altitudes mais elevadas durante a migração. Reproduz-se em pântanos restaurados e artificiais.
Vive aproximadamente entre 10–12 anos.

## Comportamento

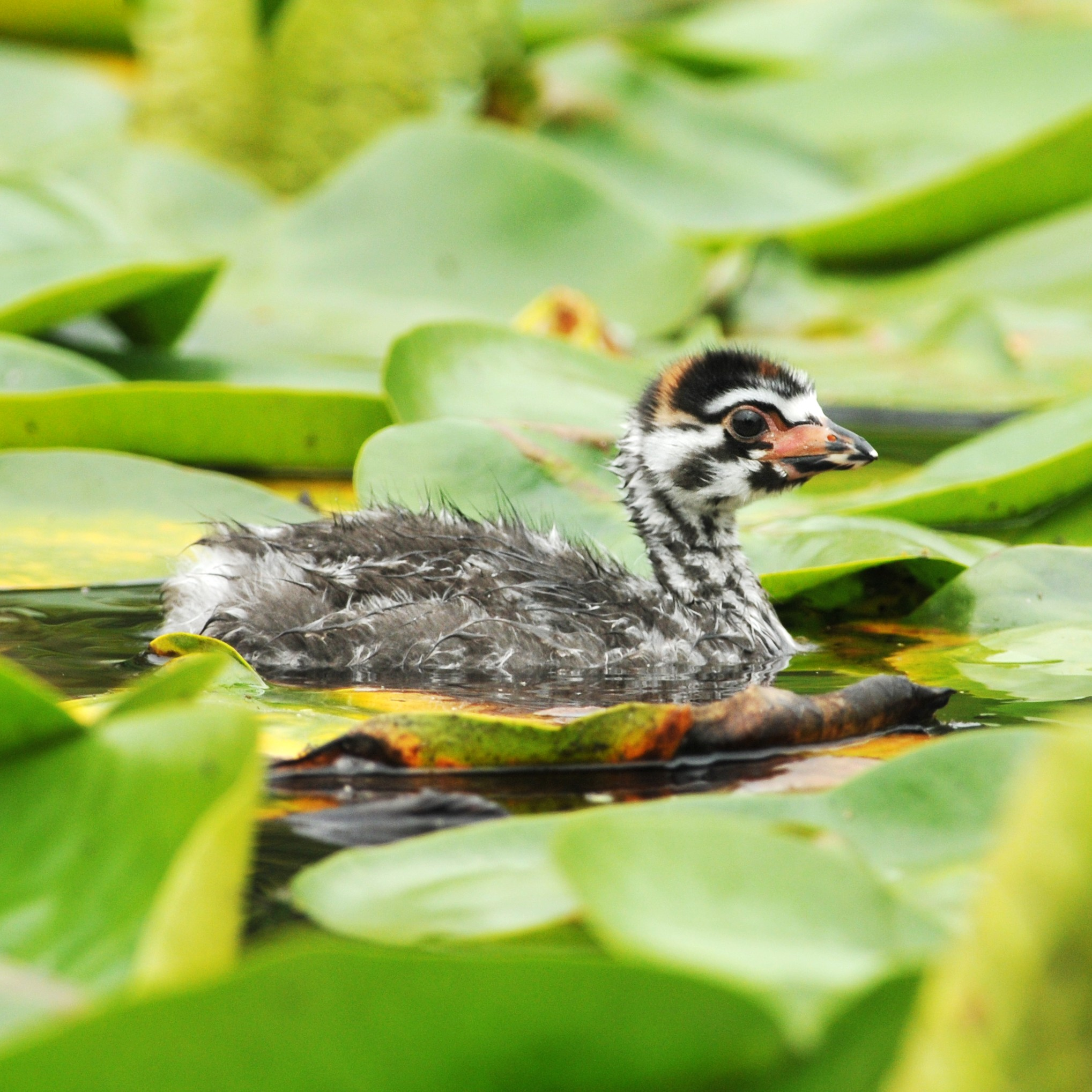
Filhote nadando no Lago Washington

O mergulhão-caçador raramente voa. Faz um mergulho lento com frequência, especialmente quando em perigo, mergulhando a cerca de 20 pé (6,1 m) ou menos. Mergulha por cerca de 30 segundos e pode se mover para uma área mais isolada da água, permitindo que apenas a cabeça fique visível para observar o perigo se dissipar. Tal frequência no mergulho lhe rendeu a descrição de recluso ou tímido na natureza. Também lhe rendeu apelidos como "mergulhador do inferno". Raramente passa tempo em bandos.
O cortejo inclui cantos e, às vezes, duetos. O macho mostra comportamento territorial se outro macho estiver nos limites de seu território. Eles se encaram e então viram suas cabeças e as bicos para cima. Então se viram e começam a cantar. Em seguida, voltam-se para olhar um para o outro.

### Reprodução

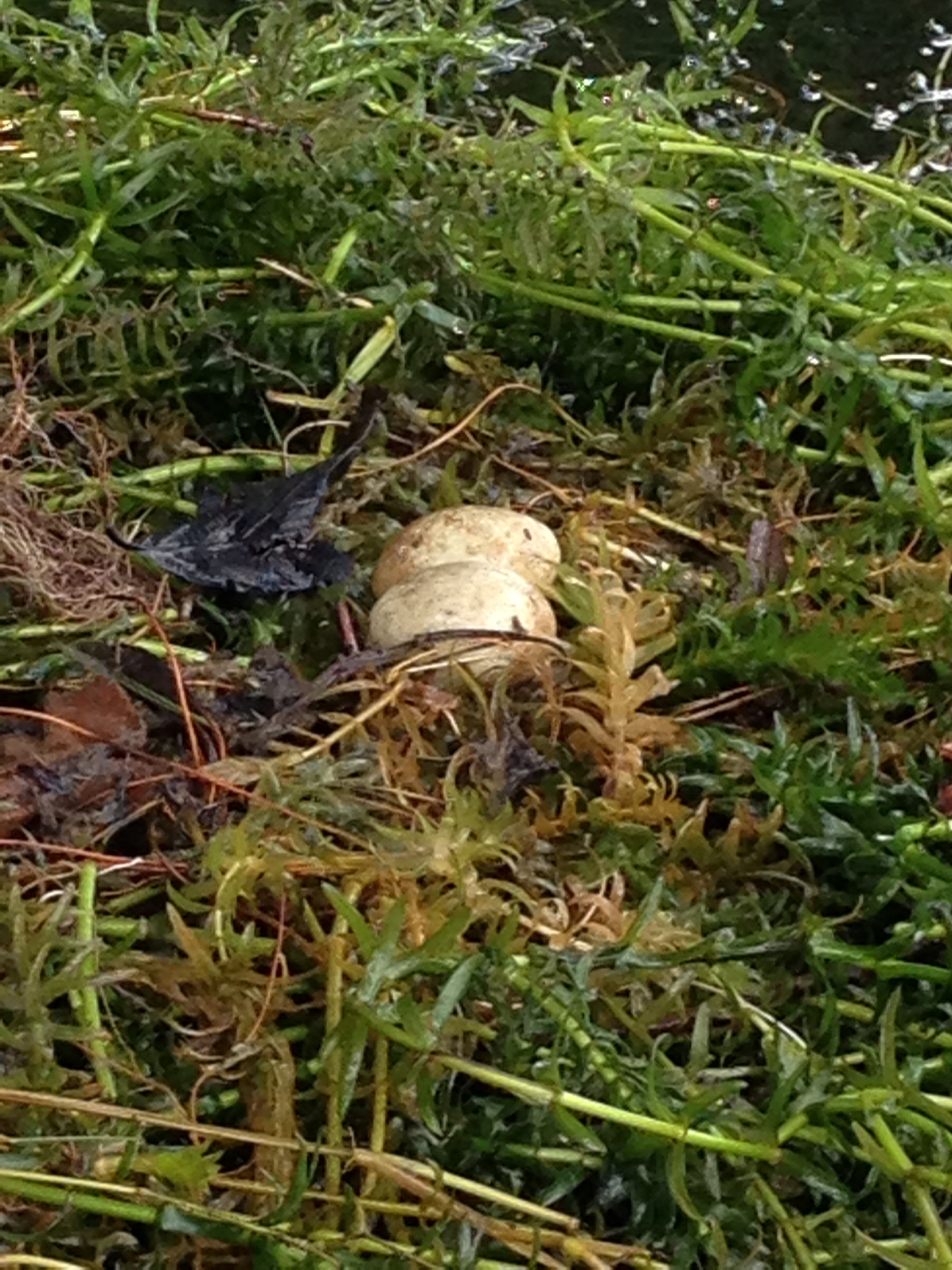
Ovos do mergulhão-caçador

A espécie se reproduz no centro-sul do Canadá, nos Estados Unidos, na América Central, no Caribe e na região temperada da América do Sul. Pode colocar até dois conjuntos de ovos por ano. Seu ninhos fica em cima da água e seus ovos ficam na vegetação que reside na água. O mergulhão põe entre três e dez ovos elípticos lisos branco-azulados, com a fêmea iniciando o processo de incubação. Eles são incubados por cerca de 23 dias por ambos os pais, com a fêmea assumindo as funções de incubação no final desse período. Eles cobrem o ninho com material de nidificação se tiverem que deixá-lo por um longo período de tempo.
Os mergulhões jovens podem deixar o ninho um dia após a eclosão. A pele amarela é vista entre o loro e o topo da cabeça. Não nadam bem e ficam fora da água. Dormem nas costas dos pais. Em quatro semanas, começam a nadar. Ambos os pais compartilham o papel de criar os filhotes – alimentando-os e carregando-os nas costas. Às vezes, os pais mergulham debaixo d'água para buscar comida com os filhotes nas costas.

### Dieta

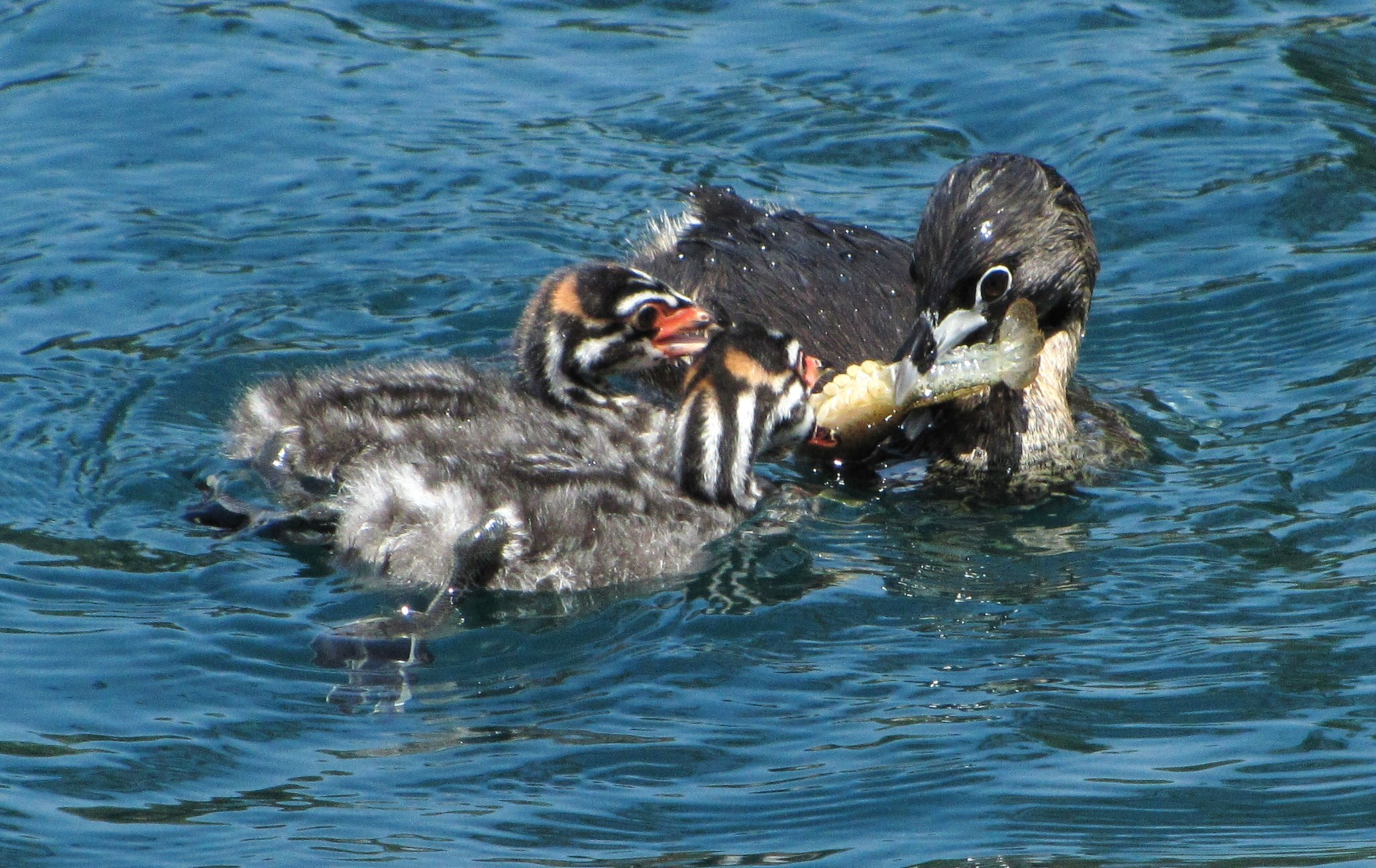
Adulto com dois jovens se alimentando com uma lagosta

O mergulhão-caçador alimenta-se principalmente de invertebrados aquáticos e também de pequenos peixes e anfíbios (sapos, girinos). Mergulha para obter comida. Seu bico permite que esmague crustáceos, como lagostins. Também pode comer plantas. Foi demonstrado que comem suas próprias penas, como outros mergulhões, para ajudar na digestão (prevenir lesões de ossos pequenos). Também alimenta seus filhotes com suas penas.

## Ameaças
É extremamente sensível a perturbações, especialmente por parte dos humanos. Durante a reprodução, se assustado, o adultos pode abandonar seu ninhos sem proteger os ovos. As ondas dos barcos podem destruir os ninhos e seus sons assustam facilmente os pássaros.

## Na cultura
As penas do mergulhão-caçador são grossas e macias. Suas penas eram usadas anteriormente como enfeites em chapéus e protetores de ouvido e foram caçados no leste dos Estados Unidos, no século XIX.

## Conservação
Em 2016, a União Internacional para a Conservação da Natureza (IUCN) a considerou uma "espécie pouco preocupante". A organização aferiu tal classificação considerando que sua abrangência e população são extremamente grandes, bem como sua tendência populacional demonstra estabilidade.
Os mergulhões estão diminuindo na Nova Inglaterra; as razões são desconhecidas. Os estados de Connecticut e Nova Hampshire declararam o mergulhão como ameaçado de extinção. Em Nova Jersey e Massachusetts foram declarados ameaçados. Em Vermont, são uma "preocupação especial". Em Rhode Island, estão extintos.
A perda de habitat é sua maior ameaça. A drenagem, enchimento e destruição geral de áreas úmidas causa uma perda em seus habitats de reprodução. No entanto, ainda são comuns na maioria de suas áreas de distribuição.